# After the Love
Singles par R.I.O.
When the Sun Comes Down
(2008) Serenade
(2009)
Pistes de Sunshine
Watching You De Janeiro
After the Love est une chanson de R.I.O., projet des Djs, producteurs allemands Manuel Reuter et Yann Peifer sorti en 2009.

## Liste des pistes
Téléchargement digital
1. "After the Love" (Radio Edit) – 3:34
2. "After the Love" (PH Electro Radio Mix) – 3:40
3. "After the Love" (Chriss Ortega vs. Steve Forest Radio Edit) – 3:35
4. "After the Love" (Mowgli & Bagheera Radio Edit) – 3:50
5. "After the Love" (Dan Winter Radio Edit) – 3:54
6. "After the Love"  – 5:49
7. "After the Love" (Chriss Ortega vs. Steve Forest Remix) – 6:10
8. "After the Love" (PH Electro Mix) –
9. "After the Love" (Dave Kurtis Remix) – 6:43
10. "After the Love" (Mowgli & Bagheera Remix) - 5:45

## Crédits et personnels
- Chanteur – R.I.O.
- Réalisateur artistiques – Yann Peifer, Manuel Reuter
- Parole – Yann Peifer, Manuel Reuter, Andres Ballinas
- Label: Zooland Records

## Classement par pays
| Pays           | Meilleure position |
| -------------- | ------------------ |
| Pays-Bas       | 17                 |
| Portugal       | 37                 |
| Autriche       | 41                 |
| Allemagne      | 65                 |
| France Club 40 | 17                 |

## Historique de sortie
| Pays      | Date            | Format                 | Label           |
| --------- | --------------- | ---------------------- | --------------- |
| Allemagne | 10 juillet 2009 | Téléchargement digital | Zooland Records |